# زاروهی آرئوشاتیان
زاروهی روبنی آرئوشاتیان (Զարուհի Ռուբենի Արևշատյան؛ زادهٔ ۱۰ دسامبر ۱۹۶۱) یک سیاستمدار، لغت‌شناس و روزنام‌نگار اهل ارمنستان است که از تاریخ ۱۹۹۵ تا تاریخ ۱۹۹۹ نمایندگی دوره اول مجلس ملی جمهوری ارمنستان را برعهده داشت.

## زندگی‌نامه
در ۱۰ دسامبر ۱۹۶۱ در ایروان به دنیا آمد و از دانشگاه دولتی کویبیشف فارغ‌التحصیل شد. 

## یادداشت
1. ↑  Շամիրամ